# Kodok
Kodok (före 1905 Fashoda) är en stad i delstaten Övre Nilen i Sydsudan, vid Vita Nilen. Staden är framför allt känd för en fransk-brittisk konflikt åren 1898–1899.
Fashoda uppstod 1867 på det ställe där shillukkungen Denab haft sitt residens. Det besattes den 10 juli 1898 av en fransk expedition under Jean-Baptiste Marchand. Fransmännens framträngande till Nilen ledde till allvarliga politiska förvecklingar mellan Frankrike och Storbritannien, den så kallade Fashodakonflikten, sedan Horatio Herbert Kitchener under sin expedition mot kalifen Abdullahi den 21 september 1898 nått fram till Fashoda. Frankrike gav dock upp sina anspråk och utrymde stationen den 11 december samma år. Genom en deklaration 1899 drog sig Frankrike tillbaka från Nildalen, och en ny gräns mellan de brittiska och franska intressesfärerna bestämdes.

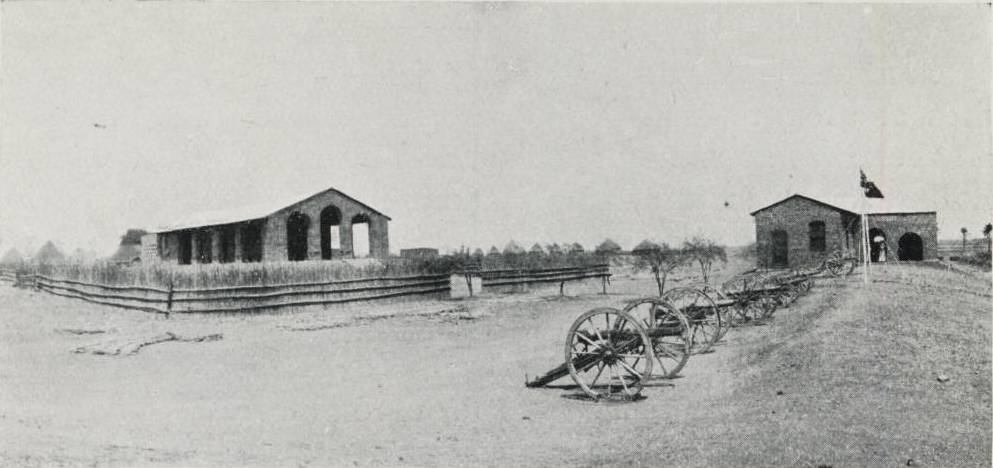
Kodok